# Jessica Henwick
Jessica Yu-Li Henwick (Surrey, 1992. augusztus 30. –) angol színésznő és író. 
Legismertebb szerepei Nymeria Sand az HBO Trónok harca című sorozatából, Jessika Pava a Star Wars VII. rész – Az ébredő Erő (2015) című filmből, Colleen Wing a Vasököl (2017-2018) című televíziós sorozatból, illetve Bugs a Mátrix: Feltámadások (2021) című filmből.

## Fiatalkora
Az angliai Surreyben született és nőtt fel, teochew származású szingapúri-kínai anya és angol apa lányaként. Édesapja, Mark író, édesanyja pedig a kiskereskedelemben dolgozott, ahonnan időközben visszavonult.[forrás?] Két testvére van. A Redroofs Theatre Schoolban és a National Youth Theatre-ben tanult.

## Filmográfia

### Film
| Év   | Magyar cím                                  | Eredeti cím                                   | Szerep                                | Magyar hang         |
| ---- | ------------------------------------------- | --------------------------------------------- | ------------------------------------- | ------------------- |
| 2009 | St. Trinian's 2 – A Fritton arany legendája | St. Trinian's 2: The Legend of Fritton's Gold | gömböc lány (stáblistán nem szerepel) |                     |
| 2014 |                                             | Dr Liebenstein                                | Rachel                                |                     |
| 2015 |                                             | Dragonfly                                     | Paula Reid                            |                     |
| 2015 | Star Wars VII. rész – Az ébredő Erő         | Star Wars: The Force Awakens                  | Jessika Pava                          | Solecki Janka       |
| 2016 |                                             | The Head Hunter                               | Aiko Koo                              |                     |
| 2016 |                                             | Balsa Wood                                    | Scotty                                |                     |
| 2017 |                                             | Newness                                       | Joanne                                |                     |
| 2017 |                                             | Rice on White                                 | Elena                                 |                     |
| 2018 |                                             | Yo! My Saint                                  | Muse                                  |                     |
| 2020 | Árok                                        | Underwater                                    | Emily Haversham                       | Sodró Eliza         |
| 2020 | Felkeverve                                  | On the Rocks                                  | Fiona Saunders                        |                     |
| 2020 | Szerelem és szörnyek                        | Love and Monsters                             | Aimee                                 |                     |
| 2021 | Mátrix: Feltámadások                        | The Matrix Resurrections                      | Bugs                                  | Sodró Eliza         |
| 2022 | A szürke ember                              | The Gray Man                                  | Suzanne Brewer                        | Ligeti Kovács Judit |
| 2022 | Tőrbe ejtve – Az üveghagyma                 | Glass Onion: A Knives Out Mystery             | Peg                                   | Ligeti Kovács Judit |
| 2023 |                                             | The Royal Hotel                               | Liv                                   |                     |
| 2024 |                                             | Cuckoo                                        | Beth                                  |                     |

### Televízió
| Év        | Magyar cím                 | Eredeti cím               | Szerep               | Megjegyzések                   |
| --------- | -------------------------- | ------------------------- | -------------------- | ------------------------------ |
| 2010      |                            | Spirit Warriors           | Bo                   | főszereplő (10 epizód)         |
| 2012      |                            | The Thick of It           | Charlotte            | 1 epizód                       |
| 2014      |                            | Obsession: Dark Desires   | Jane Jeong Trenka    | 1 epizód                       |
| 2014      |                            | Silk                      | Amy Lang             | főszereplő (5 epizód)          |
| 2014      | Lewis – Az oxfordi nyomozó | Lewis                     | Chloe Ilson          | vendégszereplő (2 epizód)      |
| 2015–2017 | Trónok harca               | Game of Thrones           | Nymeria Sand         | visszatérő szereplő (8 epizód) |
| 2017      |                            | Fortitude                 | Bianca Mankyo        | 1 epizód                       |
| 2017      | A Védelmezők               | The Defenders             | Colleen Wing         | főszereplő (6 epizód)          |
| 2017–2018 | Vasököl                    | Iron Fist                 | Colleen Wing         | főszereplő (23 epizód)         |
| 2018      | Luke Cage                  | Luke Cage                 | Colleen Wing         | 1 epizód                       |
| 2020–     | Zeusz vére                 | Blood of Zeus             | Alexia (hangja)      |                                |
| 2021–2022 |                            | Blade Runner: Black Lotus | Elle (hangja)        | főszereplő                     |
| 2021–2023 |                            | Moley                     | Dotty (hangja)       | főszereplő és forgatókönyvíró  |
| 2024      | Az istenek alkonya         | Twilight of the Gods      | Sandraudiga (hangja) | 3 epizód                       |
| 2025–     | A siló                     | Silo                      | Helen                | főszereplő                     |

### Videójátékok
| Év        | Cím                                     | Szerep                    |
| --------- | --------------------------------------- | ------------------------- |
| 2015–2016 | Dreamfall Chapters: The Longest Journey | Enu / Hanna Roth (hangja) |
| 2022      | Lego Star Wars: The Skywalker Saga      | Jess Testor (hangja)      |

### Színpadi szerepek
| Év   | Cím                   | Szerep | Megjegyzés    |
| ---- | --------------------- | ------ | ------------- |
| 2013 | Running on the Cracks | Leo    | nemzeti turné |